# Boråshallen
Boråshallen är en idrottshall i stadsdelen Göta i sydvästra Borås. Av 13 stycken idrottshallar är Boråshallen stadens huvudarena när det gäller inomhusidrotter.

## Historia
Boråshallen invigdes 2 mars 1957 efter decennier av diskussioner kring ett "sportpalats". Drivande kraft sägs Arthur Arta Anderson ha varit ända sedan 1920-talet. Han var ordförande i "Föreningen för idrottens främjande i Borås" och direktör för Kilsunds Wäfveri AB. 
Anläggningen ritades av stadsarkitekterna Harald Ericson och Roland Gandvik  och planerades att ligga centralt. Den var en storskalig och genomtänkt modern hall i betong och tegel med en byggvolym på 67 000 m³. Byggkostnaden i dåtidens penningvärde var 5 miljoner kronor.

## Utformning och användning

### Hallar
Byggnaden innehåller två fullmåttshallar. A-hallen dimensionerades för tävlingsidrotter och mäter 22 x 42 m. Publikkapaciteten är 2 500 personer. De breda utrymmena bakom läktarna i A-hallen ger plats för all möjlig verksamhet, inte minst uppvärmning före match men även utskänkning. B-hallen planerades som träningshall och för skolornas gymnastik och är 16 x 37 m. Det finns även två mindre hallar, C och D, ursprungligen avsedda för boxning, brottning och tyngdlyftning. De har inhyst också andra sporter genom åren och även fungerat som styrkelokaler. I byggnaden finns dessutom Lufthallen, med skjutbanor för luftpistol och luftgevär. Där finns också det så kallade Bowlingcafét, vilket är en bowlinghall med åtta banor. Därutöver inrymmer byggnaden en minigolfanläggning, en konferenslokal och en cafeteria öppen vid större arrangemang.

### Museum
I Boråshallens entréplan ligger Borås idrottsmuseum. Den lokala idrottshistorien återberättas från år 1880, då de första föreningarna bildades, och fram till nu. Borås Idrottshistoriska sällskap ansvarar för museet.

### Konserthall
A-hallen har emellanåt under årens lopp också använts som konserthall. 28 oktober 1963 gav The Beatles en konsert inför 2 500 åhörare. 19 november 2009 spelade Lars Winnerbäck inför lika många.

## Klubbar hemmahöriga i hallen
| - BK Calluna (allsvensk bowling, damklubb) - BBK/Midas (bowling, div 3) - BK Saxarna (bowling) - Borås Basket - Borås Brottarklubb - Borås GIF (bowling, div 3) - Borås HK 84 | - Borås Karateklubb - Borås MGK (minigolf) - Elfsborgs BK (bowling, div 3) - FOK (Föreningen för Olympisk Kortdistansskjutning) - Föreningen Borås Badminton - IFK Borås (allsvensk bowling) - Mariedal BK (bowling, div 3) |

## Bilder

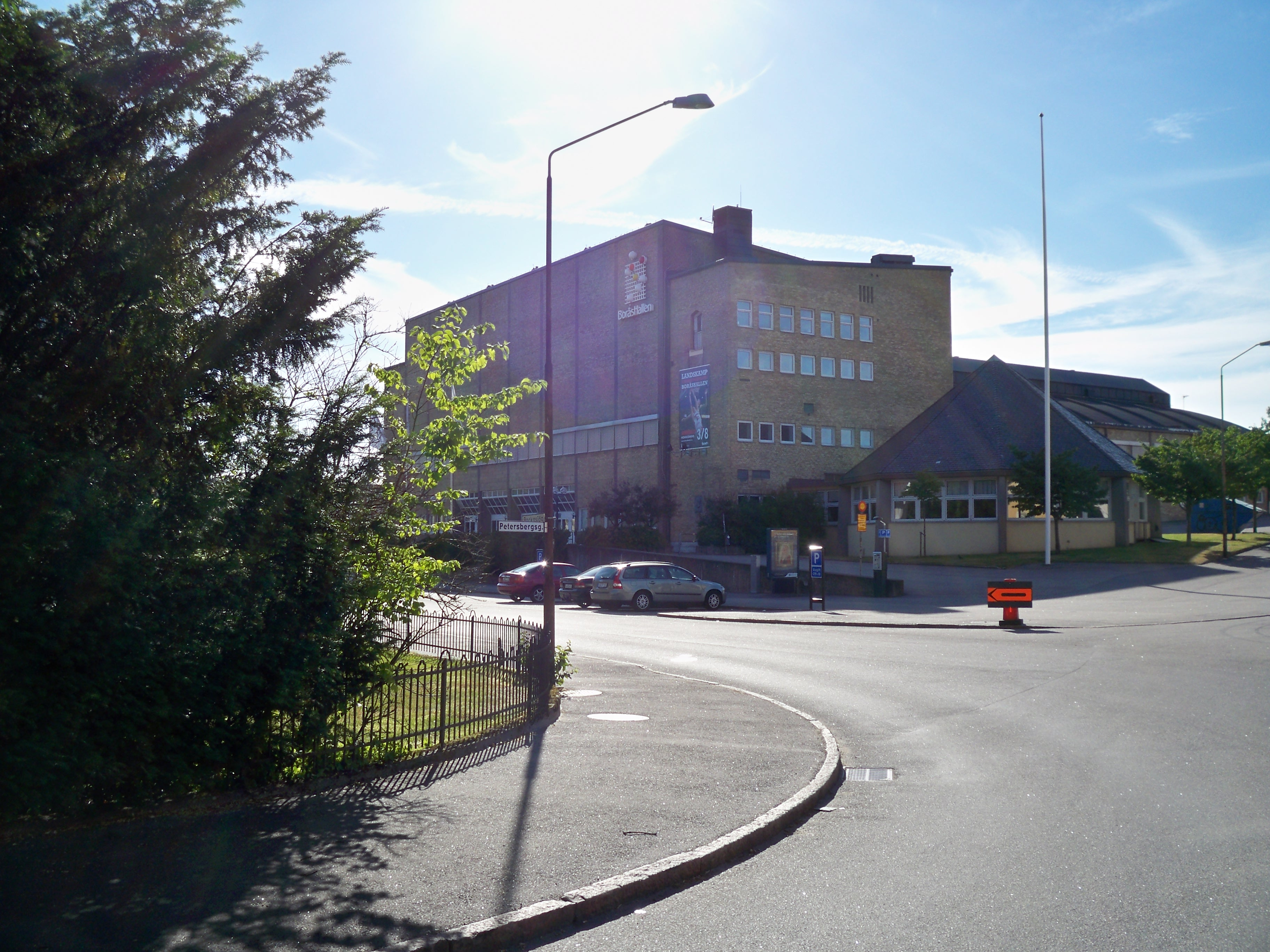
Boråshallen.
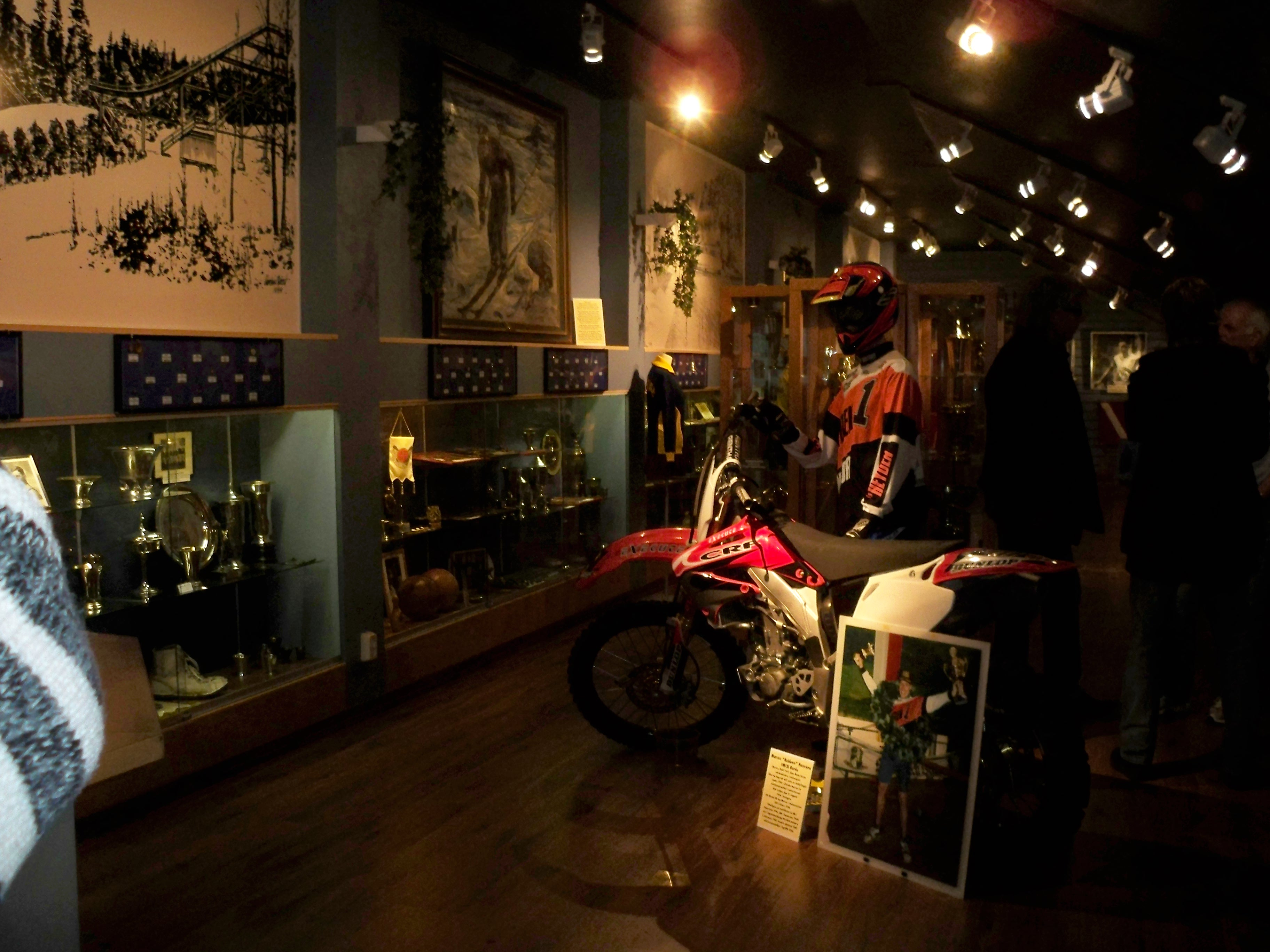
Interiör från Borås Idrottsmuseum.
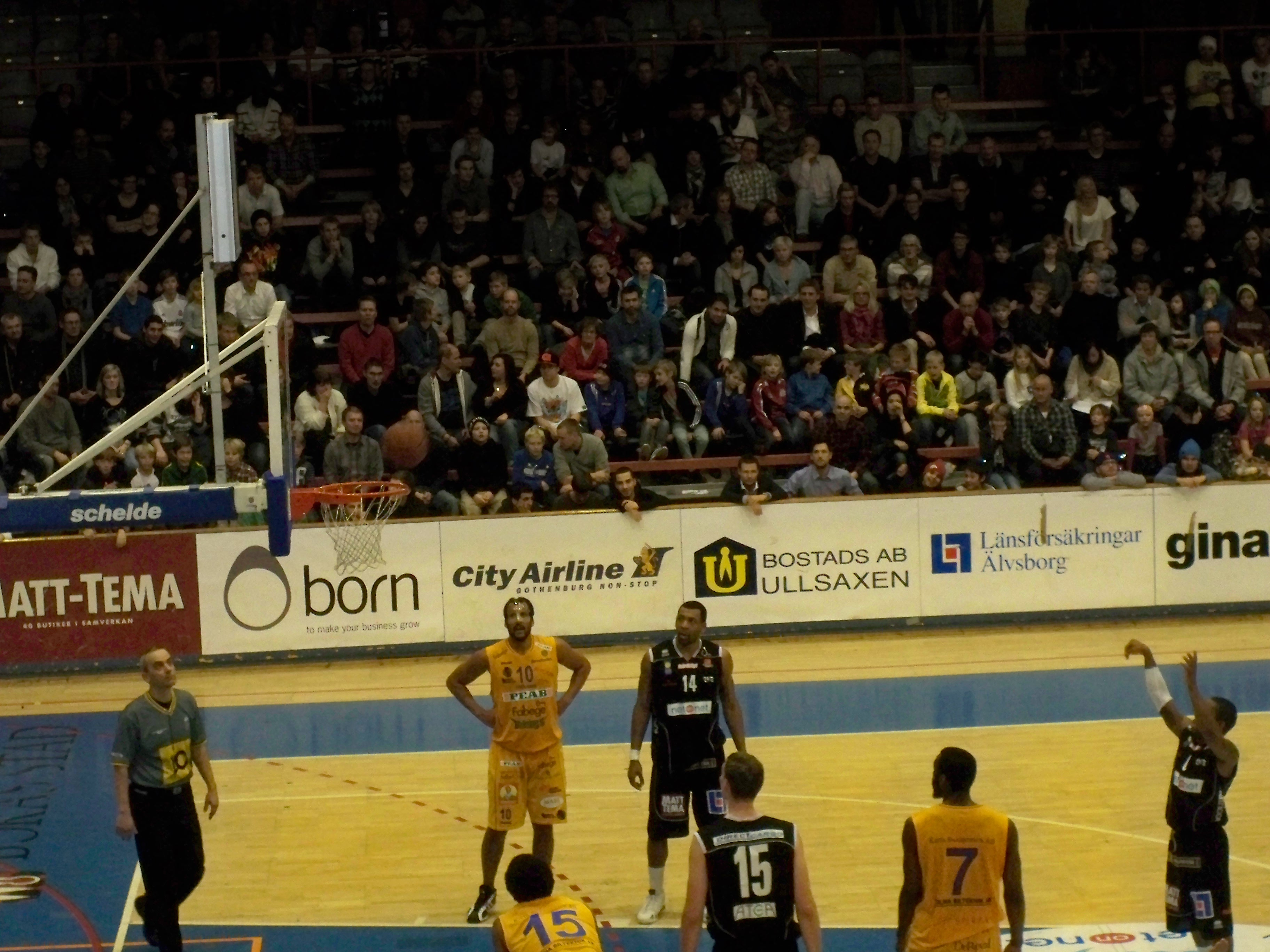
Borås Basket sätter en poäng i en fullsatt hall.